# Érik Izraelewicz
Érik Izraelewicz (Strasburgo, 6 febbraio 1954 – Parigi, 27 novembre 2012) è stato un giornalista francese.
Ha lavorato diversi anni per  Le Monde.

## Vita
Érik Izraelewicz era figlio di un medico ed è cresciuto a Haguenau e Strasburgo. Si è diplomato all'HEC Paris a Jouy-en-Josas. Frequentò poi il “Centre de formation des journalistes (CFJ)” e conseguì il dottorato nel 1979 alla Sorbona di Parigi con la tesi La Division internationale socialiste du travail à l’intérieur du bloc CAEM (CMEA).
Izraelewicz ha iniziato come giornalista economico presso il quotidiano L'Usine nouvelle e si è trasferito a L'Expansion nel 1981. Ha poi diretto La Tribune de l'économie, che ha co-fondato nel 1985. Nel 1986 ha iniziato a lavorare per il quotidiano Le Monde. È stato capo del dipartimento economico e corrispondente da New York ed è diventato membro del comitato di redazione nel novembre 1996. Nel 2000 si è trasferito a Les Échos, per poi tornare a La Tribune nel 2008. Nel frattempo, ha lavorato anche come giornalista televisivo in un programma di economia sul canale Europe 1.
Nel febbraio 2011, Izraelewicz divenne direttore di Le Monde, che si trovava sotto forte pressione economica. Izraelewicz ha pubblicato libri sull'economia globale. Il suo libro più recente, L’Arrogance chinoise, è stato pubblicato nel 2010. È stato membro di diverse commissioni consultive governative e, dal 2001, del Consiglio consultivo dell’École nationale d'administration (ENA).
Svenne nella redazione e morì improvvisamente poco dopo in ospedale. Secondo quanto riportato dai media, la causa della morte sarebbe un infarto.

## Opere (selezione)
- Ce Monde qui nous attend, les peurs françaises et l’économie. Grasset, Paris 1997, ISBN 2-246-54101-8.
- Le Capitalisme zinzin. Grasset, Paris 1999, ISBN 2-246-58391-8.
- con Christine Mital: Monsieur Ni-Ni, l’économie selon Jospin. Robert Laffont, Paris 2002, ISBN 2-221-09360-7.
- Quand la Chine change le monde. Grasset, Paris 2005, ISBN 2-246-65821-7.
- L’Arrogance chinoise. Essai. Grasset, Paris 2011, ISBN 978-2-246-78396-1.